# Channel@×AAA -其の弐-
『Channel@×AAA -其の弐-』（チャンネル・エー・トリプル・エー・そのに）は、エイベックスによるChannel-aで放送されたものからAAAの出演したものから、12の映像を収録したもの。

## 概要
Channel-aの映像作品である。

## 注意点
Channel-aは、2009年9月24日(木)に放送終了したため、DVD化は、最後であると考えられる。

## 収録映像
1. オープニング(番組未放送)
2. AAA 春の大運動会 前編(2008年3月 OA)
3. Channel@恒例 公開意識調査 Part.1(番組未放送)
4. AAA 春の大運動会 後編(2008年3月 OA)
5. Channel@恒例 公開意識調査 Part.2(番組未放送)
6. AAAと楽しくエクササイズ 前編(2008年4月OA)
7. 教えて伝えて！ジェスチャー伝言ゲーム Part.1(番組未放送)
8. AAAと楽しくエクササイズ 後編(2008年4月OA)
9. 教えて伝えて！ジェスチャー伝言ゲーム Part.2(番組未放送)
10. 男を磨く！人助け企画！(2008年6月OA)
11. 教えて伝えて！ジェスチャー伝言ゲーム Part.3(番組未放送)
12. エンディング(番組未放送)